# 2001: Űrodüsszeia
A 2001: Űrodüsszeia (eredeti cím: 2001: A Space Odyssey) 1968-ban bemutatott amerikai sci-fi film, rendezője Stanley Kubrick. Az egyetemes filmművészet egyik legtöbbet értelmezett és legjelentősebb mesterműveként tartja számon a modern filmelmélet, hatása a mozgóképkultúrára szinte felmérhetetlen.
A film Arthur C. Clarke egyik legismertebb, azonos című sci-fi regénye, a 2001. Űrodisszeia története alapján készült. Ennek különlegessége, hogy a könyvet Clarke kimondottan a filmtervhez írta, Stanley Kubrick megrendelésére.[forrás?]
A filmet a sci-fi műfaj egyik klasszikusaként tartják számon, több rétege és mélyértelmű képi szimbolikája, a művész- és közönségfilm kategóriák közti átmeneti volta az egyik legtöbbet elemzett sci-fi filmmé tette, vizuális effektjeiért pedig Oscar-díjat kapott. Filmművészeti kifejezőerő tekintetében színhasználata is jelentős, úttörőnek mondható.

## Rövid történet
Egy titokzatos monolit arra ösztönzi az ősembereket, hogy kilépjenek az állatvilágból; az objektum az űrkorszakban veszélyes utazásra invitál először a Holdra, majd a Jupiter közelébe.

## Cselekmény

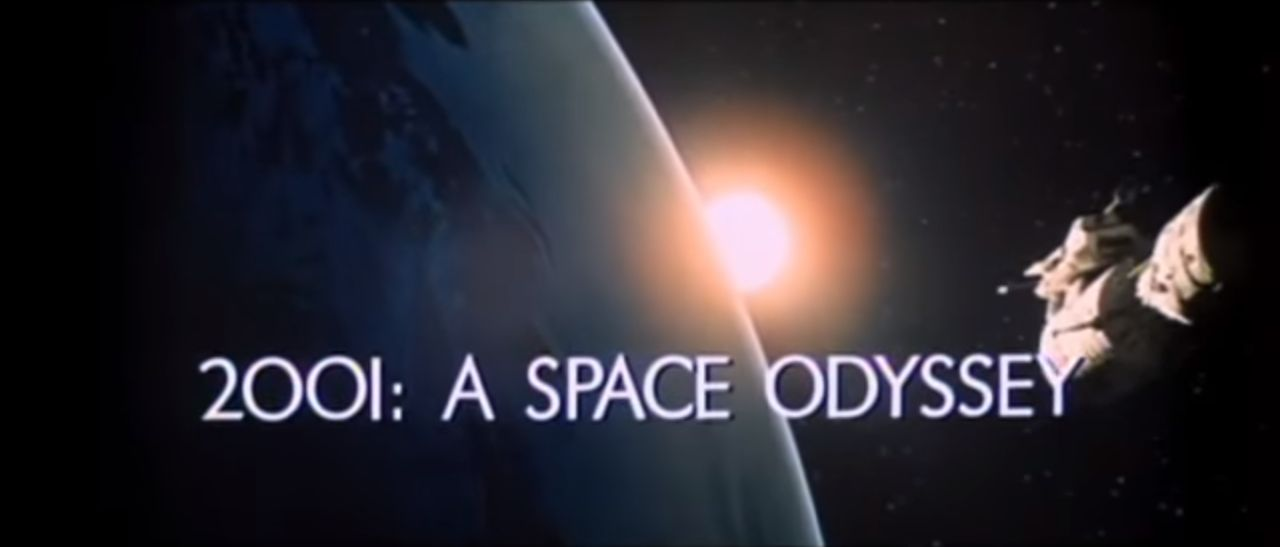

HAL 9000 vörös szeme

Két képkocka a 2001: Űrodüsszeia filmből. Híres vágás két kockája, amikor a történet az őskorból az űrkorszakba vált

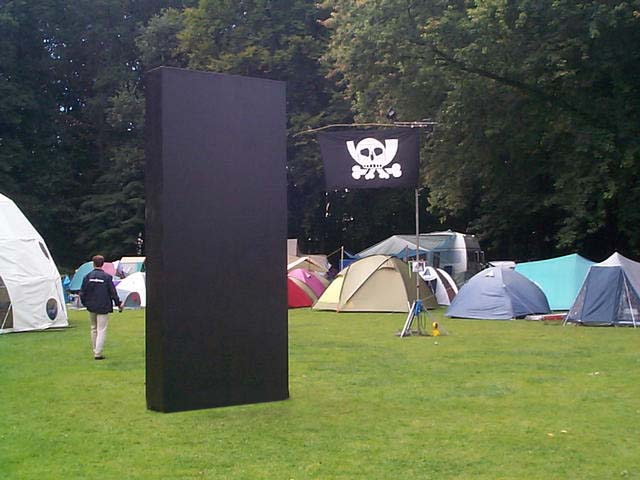
A monolit makettje

Egy őskori velden egy hominidákból álló törzset egy rivális törzs elűz a vízlelőhelyéről. Másnap egy monolit bukkan fel közöttük; ez segít nekik rájönni, hogyan kell fegyverként használni egy erős csontot, és az első sikeres vadászatuk után visszatérnek, hogy az újonnan felfedezett eszközzel elűzzék a riválisokat.
Évmilliókkal később Dr. Heywood Floyd, az Egyesült Államok Nemzeti Asztronautikai Tanácsának elnöke a Clavius Bázisra, az Egyesült Államok holdi előőrsére utazik. Az 5-ös űrállomáson való megállás során találkozik orosz tudósokkal, akiket aggaszt, hogy a Clavius nem reagál a jelzéseikre. Floyd nem hajlandó beszélni a bázison terjedő járványról szóló pletykákról.
A Claviuson Floyd beszédet mond a személyzet tagjainak, akiknek hangsúlyozza, hogy legújabb felfedezésükkel kapcsolatban titoktartásra van szükség. Floyd feladata egy nemrégiben talált lelet, egy négymillió évvel korábban eltemetett monolit vizsgálata a Tycho holdkráter közelében. Floyd és a többiek egy holdbusszal utaznak a monolithoz. Miközben vizsgálják a tárgyat, arra rávetül a napfény, mire egy nagy teljesítményű rádiójelet bocsát ki.
Tizennyolc hónappal később az amerikai Discovery One űrhajó a Jupiter felé tart, fedélzetén Dr. David Bowman és Dr. Frank Poole pilótákkal és tudósokkal, valamint három másik, felfüggesztett életműködésben lévő tudóssal. A Discovery műveleteinek nagy részét HAL, egy „HAL 9000” sorozatszámú mesterséges intelligencia irányítja, ami emberi személyiséggel (és gyártásakor beépített titkolt célokkal) rendelkezik.
Amikor HAL azt jelenti, hogy az antenna vezérlőberendezése meghibásodott, Bowman egy űrséta során megvizsgálja, de nem talál semmi hibát. HAL azt javasolja, hogy telepítsék újra az eszközt, majd hagyják, hogy meghibásodjon, hogy a problémát újra ellenőrizni lehessen.
A küldetésirányítás tájékoztatja az űrhajósokat, hogy a Twin 9000 számítógépük eredményei azt mutatják, hogy a HAL téved a jelentéssel kapcsolatban. A HAL az eltérést emberi hibának tulajdonítja. A HAL viselkedése miatt aggódva Bowman és Poole bemennek egy EVA-kapszulába, hogy úgy tudjanak beszélgetni, hogy HAL ne hallja meg őket, és megállapodnak abban, hogy ha bebizonyosodik, hogy tévedett, akkor lekapcsolják HAL-t. HAL szájról olvasás segítségével követi a beszélgetésüket.
Miközben Poole egy űrsétán az újból hibásnak jelzett antennaegységet próbálja kicserélni, HAL átveszi az irányítást a kapszula felett, elvágja Poole oxigéncsövét, és sodródni hagyja a világűrben. Bowman egy másik kabinba száll, hogy megmentse Poole-t; amíg ő kint van, HAL kikapcsolja a életfenntartó rendszer funkcióit a három másik, felfüggesztett életműködésben lévő legénységi tagnál, és ezzel megöli őket.
Amikor Bowman visszatér a hajóra Poole holttestével, HAL nem engedi be, mondván, hogy az űrhajósok  veszélyeztetik a küldetést. Bowman kézzel kinyitja a vészzsilipet, belép a hajóba, és HAL processzormagjához megy, ahol sorban elkezdi kikapcsolni HAL áramköreit. HAL megpróbálja megnyugtatni Bowmant, majd félve könyörög neki, hogy hagyja abba. Amikor a leválasztás befejeződik, egy előre felvett videoüzenet szólal meg Floydtól, amelyből kiderül, hogy a küldetés célja a holdi monolitról a Jupiterre küldött rádiójelek követése.
A Jupiternél Bowman egy harmadik, sokkal nagyobb monolitot talál, amely a bolygó körül kering. Elhagyja a Discovery-t egy EVA-kapszulában, hogy megvizsgálja, ekkor egy színes fényörvénybe kerül.
Bowmant hatalmas űrbeli távolságokon keresztül viszik, miközben bizarr kozmológiai jelenségeket és különös, szokatlan színű tájakat lát. Végül egy nagy, neoklasszikus kinézetű hálószobában találja magát, ahol látja saját magát, ahogy egyre idősebbé válik: először középkorúként áll a hálószobában, még mindig az űrruhájában, majd szabadidőruhába öltözve vacsorázik, végül pedig ágyon fekvő öregemberként. Az ágy lábánál megjelenik egy monolit, és amikor Bowman érte nyúl, egy átlátszó fénygömbbe zárt magzattá alakul át, amely a Föld mellett lebeg az űrben.

## Szereplők
| Szerep                  | Színész           | Magyar hang                    | Magyar hang        | Magyar hang    |
| Szerep                  | Színész           | 1. szinkron (1989–1993 között) | 2. szinkron (1995) | 3. szinkron    |
| ----------------------- | ----------------- | ------------------------------ | ------------------ | -------------- |
| Dr. David "Dave" Bowman | Keir Dullea       | Sinkovits-Vitay András         | Rékasi Károly      | Fehér Tibor    |
| Dr. Frank Poole         | Gary Lockwood     | Csernák János                  | Lux Ádám           | Papp Dániel    |
| Dr. Heywood R. Floyd    | William Sylvester | Wohlmuth István                | Szersén Gyula      | Epres Attila   |
| „Holdlátó”, ősember     | Daniel Richter    | nem szólal meg                 | nem szólal meg     | nem szólal meg |
| Dr. Andrej Szmiszlov    | Leonard Rossiter  | Zana József                    | Berzsenyi Zoltán   | Fesztbaum Béla |
| Elena                   | Margaret Tyzack   | Koffler Gizi                   | Kocsis Mariann     | Kocsis Mariann |
| Dr. Ralph Halvorsen     | Robert Beatty     | Varga Tamás                    | Juhász Jácint      | Csankó Zoltán  |
| Dr. Bill Michaels       | Sean Sullivan     | Cs. Németh Lajos               | Kiss Gábor         | Fekete Zoltán  |
| HAL 9000 (hangja)       | Douglas Rain      | Szabó Sipos Barnabás           | Mihályi Győző      | Csonka András  |
| Poole apja              | Alan Gifford      |                                | Makay Sándor       | Bácskai János  |
| Poole anyja             | Ann Gillis        | Kassai Ilona                   | Andresz Kati       | Szórádi Erika  |

## Regény és film
A forgatókönyv ötletét adó regényt Arthur C. Clarke 1964 és 1968 között írta, amihez egy korábbi novellájának, „Az őrszem”-nek az alapötletét dolgozta ki. A történetet Stanley Kubrick rendezővel közösen alakították, és a könyv írásával párhuzamosan Kubrick elkészítette hasonló című filmjét, ám a két mű tartalma néhány ponton eltér. A szokatlan forgatókönyvírási módszeren felül még az időzítés is különleges. A film mindössze egy évvel azelőtt készült el, hogy az amerikaiak Holdra szálltak. Így a film különleges történetében és látványtervében a tudományra és a képzelőerőre kellett támaszkodniuk. Például ez időben még nem állt rendelkezésükre megfelelő felvétel arról, miképp néz ki Földünk a világűrből. A létrehozott látvány végül is megadja a megfelelő érzést a néző számára, de a kép – ma már tudjuk – némileg pontatlan. A filmet 1968-ban mutatták be. A film zenéjét Richard Strauss (Ímigyen szóla Zarathustra), ifjabb Johann Strauss (Kék Duna keringő), Ligeti György (Atmosphères, Lux aeterna, Requiem), és Aram Hacsaturján (Gajane) című műveinek felhasználásával Kubrick állította össze. A könyv szintén 1968-ban jelent meg, pár hónappal a film bemutatása után. Kubrick felügyelte a látványterveket is, így a film után a vizuális effektusokért kapott Oscar-díj lett az első és egyetlen Oscarja.

## Folytatások
A regénynek több folytatása is van, a 2010. Második űrodisszeia (1982), a 2061. Harmadik űrodisszeia (1987) és a 3001. Végső űrodisszeia (1997). Arthur C. Clarke úgy döntött, hogy a folytatásoknál nem a saját regényét, hanem Stanley Kubrick – kisebb változtatásokat tartalmazó – filmjét veszi alapul.
A folytatások közül csak egyet filmesítettek meg: 1984-ben mutatták be a 2010 – A kapcsolat éve című filmet.

## Jövőbeli jóslatok
Arthur C. Clarke regénye és Stanley Kubrick filmje is korszakalkotó volt és számos látomásuk valóra vált az elmúlt évtizedek alatt. Például Kubrick filmjében megjelenik évtizedekkel a tényleges megjelenése előtt a ma népszerű táblagép, amire később az Apple és Samsung közötti szabadalmi perben is visszautalnak. Arthur C. Clarke pedig a folytatásban megjósolja, hogy az űrverseny harmadik szereplője Kína lesz.

## Kulturális utalások
A film kultuszfilm lett. Egyes jelenetei számos más filmben és játékban is felbukkannak: A leggyakrabban parodizált jelenet az, amikor a majmok felfedezik az eszközhasználatot. Ez a filmrészlet megtekinthető a YouTube videómegosztó portálon is.
- A Zoolander, a trendkívüli című filmben a számítógép szétverése,[14]
- A Barbie filmben a régi babák szétverése és a nagy Barbie baba megjelenése,[15]
- A Futurama című rajzfilmben, mikor Leela megtalálja Fry koporsóját,
- Szintén a Futuramában, mikor Leela javítja az űrhajót,
- A Simpson család egyik epizódjában a szuperszámítógép HAL (angol hangja Pierce Brosnan) megpróbálja elcsábítani Marge Simpsont és megölni Homert (Simpsons Season 13 Episode 1)[16]
- A Spore nevű játékban, mikor a lényfázisból törzsi fázisba lépünk,[17]
- A South Park több epizódjában,
- A WALL·E című Pixar animációs filmben: Az Autopilot hasonlít HAL-ra, továbbá a kapitány első felállása a mozgó ágyról[18]
- A Csillagkapu: Atlantisz-ban,
- A Függetlenség napja című filmben,
- A Charlie és a csokigyár című filmben, mikor a csokit áttranszportálják a TV-be,[19]
- A Kalandférgek című filmben, amikor eljutnak a hamburgereshez és megkóstolják a hamburgert,
- A Tekerd vissza, haver! című filmben, mikor az eredeti filmet „megswedelik”.
- A Tom & Jerry: Macska a Marson c. filmben, mikor Tom elkóborol a Marson, talál egy monolitot.
- Monty Python Repülő Cirkuszában
- A Farscape (Csillagközi szökevények) utolsó, The Peacekeeper Wars részének végén a John Crichton agyában lévő neurális implantátum „halála”
- Az Adventure Quest World nevű angol MMORPG játékban J6 űrhajójában a szuperszámítógép neve HAL, valamint a kinézete is hasonlít rá
- a Metal Gear Solid videójátékokban a főszereplő Solid Snake eredeti neve Dave , Hacker partnere pedig Dr. "HAL" Emmerich,
- Az Agymenők című szituációs komédiában, mikor Howard bekapcsolja a Hi-Fi tornyot.[20]
- A Kalózok! – A kétballábas banda című filmben, mikor a kapitány bemutatja a tudósoknak az utolsó élő dodót.
- A Castle című sorozat 7. szezonjának 16. részében a Mars kísérleti program beszélő számítógépe M.I.R.A. említésekor Castle utal a filmre.[21]
- A Star Wars I. rész – Baljós árnyak című film egyik jelenetében, mikor alkatrészt keres Qui-Gon Jinn Watto ócskavastelepén, a háttérben kivehető Dave Bowman űrkompja.
- 51-es bolygó című filmben, amikor a földi űrhajós elhagyja az űrkompját az idegen bolygón.

## Díjak, jelölések
- Oscar-díj (1969)
  - díj: legjobb vizuális effektusok – Stanley Kubrick
  - jelölés: legjobb rendező – Stanley Kubrick
  - jelölés: legjobb látványterv – Anthony Masters, Harry Lange, Ernest Archer
  - jelölés: legjobb eredeti forgatókönyv – Stanley Kubrick, Arthur C. Clarke
- BAFTA-díj (1969)
  - díj: legjobb díszlet – Anthony Masters, Harry Lange, Ernest Archer
  - díj: legjobb operatőr – Geoffrey Unsworth
  - díj: legjobb hang – Winston Ryder
  - jelölés: legjobb film – Stanley Kubrick
  - jelölés: UN Award – Stanley Kubrick
- Kansas-i Filmkritikusok Körének Díja (1969)
  - díj: legjobb rendező – Stanley Kubrick
  - díj: legjobb film
- David di Donatello-díj (1969)
  - díj: legjobb külföldi produkció